# Акалмышь
Акалмышь (абх. Акалмышь) — абхазская национальная сладость, во многом идентичная с грузинским пеламуши. Традиционно акалмышь готовится из сока винограда (как чёрного, так и белого).
Виноградное сусло вливается в посуду, стоящую на слабом огне. Периодически снимая пенку, жидкость доводится до кипения. Если в виноградном соке недостаточно естественной сладости, то в процессе варки по вкусу можно добавить сахар. Затем в вываренный сок, непрерывно размешивая, малыми порциями добавляется просеянная кукурузная мука мелкого помола. Необходимо варить ещё 5-7 минут, до образования киселеобразной массы, которая затем разливается по тарелкам или иным готовым формам. Подача акалмыши на стол осуществляется в холодном виде.